# Charles Kay Ogden
Charles Kay Ogden, född 1 juni 1889 i Fleetwood i Lancashire, död 21 mars 1957 i London, var en brittisk lingvist, filosof och författare. Ogden är mest känd som uppfinnare och spridare av det konstgjorda språket Basic English, som var hans främsta sysselsättning från 1925 och fram till hans bortgång.

## Biografi
Efter examen från Cambridge blev Ogden redaktör för olika akademiska tidskrifter, bland annat Psyche från 1920. I sitt redaktörsarbete kom han att tillsammans med Frank P. Ramsey ansvara för den första engelskspråkiga utgåvan av Tractatus logico-philosophicus av Ludwig Wittgenstein.
Tillsammans med I. A. Richards skrev han 1923 The Meaning of Meaning, ett verk som rör sig inom disciplinerna lingvistik, psykolingvistik, litteraturvetenskap och filosofi. Boken har utkommit i ett stort antal upplagor och är fortfarande ett viktigt verk inom semantiken. I boken demonstrerar författarna bland annat hur det fiktiva ordet gostak kan ges en mening ur en kontext, trots att de ord som ordet förklaras med också är fiktiva. I boken presenteras även Ogdens trekant, ett diagram som åskådliggör relationerna mellan begreppen uttryck, mening och referens.
Som filosof är han mest känd som en av emotivismens föregångare. I The Meaning of Meaning menar Ogden och Richards att en etisk utsaga i princip inte innebär något annat än att signalera talarens känslomässiga inställning till det omtalade, och kanske att frambringa liknande känslor eller handlingar hos andra personer. Uttalandet ”Detta är gott” är enligt alltså Ogden och Richards liktydigt med ”Hurra för detta!”. Ogden och Richards var emellertid inga fackfilosofer, och deras filosofiska analys fick heller inget större genomslag bland brittiska samtida filosofer. Däremot hade deras olika meningsbegrepp större påverkan på amerikanska filosofer, bland andra Charles Morris och C. I. Lewis.